# Duplin County
Duplin County är ett administrativt område i delstaten North Carolina, USA. År 2010 hade countyt 58 505 invånare. Den administrativa huvudorten (county seat) är Kenansville. 

## Geografi
Enligt United States Census Bureau har countyt en total area på 2 121 km². 2 118 km² av den arean är land och 3 km² är vatten.

### Angränsande countyn
- Wayne County - nord
- Lenoir County - nordost
- Jones County - öst
- Onslow County - sydost
- Pender County - syd
- Sampson County - väst

### Orter
- Beulaville
- Calypso
- Faison (delvis i Sampson County)
- Greenevers
- Harrells (delvis i Sampson County)
- Kenansville (huvudort)
- Magnolia
- Mount Olive (delvis i Wayne County)
- Potters Hill
- Rose Hill
- Teachey
- Wallace (delvis i Pender County)
- Warsaw